# Независна Албанија
Независна Албанија (алб. Shqipëria e Pavarur), или само Албанија (алб. Shqipëri), била је непризната држава основана у Валони 28. новембра 1912. године. Скупштина је конституисана истог дана, док су влада и сенат основани 4. децембра 1912.
Представници Албаније су доставили меморандум на Лондонској конференцији захтијевајући међународно признање независности Албаније. На почетку конференције одлучено је да област Албанија буде под османским сизеренством, али са аутономном влашћу. Захтјев Албаније за међународно признање био је одбијен и мир је потписан 30. маја 1913. дијелећи велики дио Албаније између Србије, Црне Горе и Грчке, остављајући територију Албаније сведену на средишњу Албанију која је била под контролом велесила. Амбасадори шест велесила поново су се сусрели 29. јула 1913. када су одлучили да оснују нову државу, Албанију, као уставну монархију. Коначно, нова независна држава је призната Букурешким миром који је потписан у августу 1913, остављајући 30—40% Албанаца изван граница новоосноване кнежевине.